# Fouga CM.175 Zéphyr
O Fouga CM.175 Zéphyr foi uma aeronave de instrução embarcada, monoplano, bimotor e bilugar com propulsão a jato, produzido pela Fouga nos anos 50 para a Marinha Francesa. O Zéphyr foi desenvolvido baseado no Fouga CM.170 Magister, sendo operado pela Aéronavale de 1959 a 1994.

## Design e Desenvolvimento

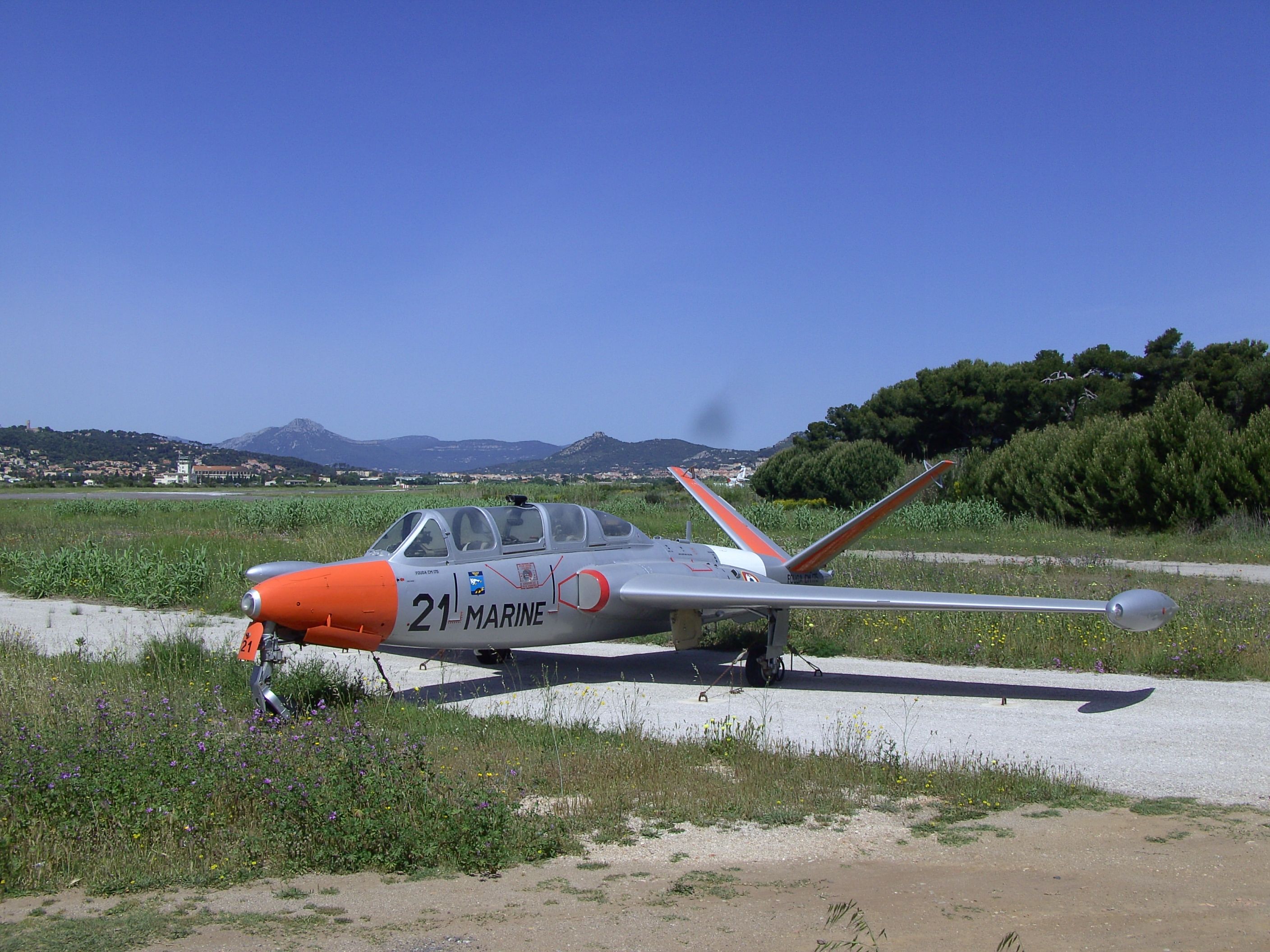
UM CM.175 Zéphyr em 2012

A Aéronavale adotou uma variante do Fouga CM.170-1 Magister para treinamento básico embarcado. Originalmente designado como CM.170M Esquif, o primeiro protótipo fez seu primeiro voo em 31 de julho de 1956, sendo redesignado como CM.175 Zéphyr logo após. Provas embarcadas foram feitas nos porta aviões HMS Eagle (R05) e HMS Bulwark (R08) na costa francesa entre agosto de 1957 e março de 1958.
O Zéphyr diferia do Magister em ser equipado com um gancho de parada, uma estrutura mais forte, motores modificados, tiptanks menores e trens de pouso reforçados para operações embarcadas. Como o Zéphyr (como o Magister) não contavam com assentos ejetores, a aeronave recebeu um novo canopi, na qual pode ser preso aberto durante os pousos e decolagens embarcados. Um casulo de foguetes de seis disparos pode ser montado em hardpoints embaixo das asas, sendo utilizado para treinamento de armas, bem como as duas metralhadoras montadas no nariz da aeronave. Trinta e duas unidades foram construídas.

## Histórico Operacional
A primeira aeronave de produção saiu da planta da Fouga em Toulouse-Blagnac em 30 de maio de 1959, entrando em serviço em outubro de 1959 no Esquadrão 59S, em Hyères, com a última unidade chegando em 30 de outubro de 1960. Os Zéphrys inicialmente foram operados por dois esquadrões, o 57S e o 59S; porém, o 57S foi fechado em 1959, com todas as aeronaves sendo reunidas no 59S, em Hyères. As aeronaves foram operadas como aeronaves de treinamento para pilotos da Aéronavale, tendo sido operadas também em emprego mais utilitário, como quando seis unidades do 59S foram emprestadas à Seção de Jatos em Landivisau até a chegada dos MS.760 Paris, em 1972. Esses aviões também ganharam a provisão de lançar mísseis SS.11, a fim de treinar pilotos de caças Sud-Est Aquillon.
Em 1973, a 59S se tornou a única unidade a operar o Zéphyr, a operando até sua aposentadoria em 1994, marcando 35 anos de serviço, com 107.300 horas voadas e 5.297 pousos embarcados nos porta-aviões Arromanches (R95), Clemenceau (R98) e Foch (R99).

## Variantes
- CM.170M Esquif: Protótipo baseado no CM.170 Magister. Duas unidades produzidas;
- CM.175 Zéphyr: Variante de produção. 30 unidades produzidas.

## Operadores
- França
  - Aéronavale - 59 Escadrille de Servitude (59S)

## Especificações (CM.175)
Dados de: Carries Aviation Air Power Directory 

### Características Gerais
- Tripulantes: Dois
- Comprimento: 10.06 m (33 ft 0 in);
- Envergadura: 12.15 m (39 ft 10 in), com os tiptanks;
- Altura: 2.80 m (9 ft 2 in);
- Área Alar: 17.30 m2 (186.2 sq ft);
- Peso Vazio: 2,150 kg (4,740 lb)
- Peso Máximo de Decolagem (MTOW): 3,200 kg (7,055 lb)
- Motor: 2x turbojatos Turbomeca Marboré IIG3, com 880 lbf (3.9 kN) de empuxo, cada;

### Performance
- Velocidade Máxima: 715 km/h (444 mph, 386 kn) a 9,100 m (30,000 ft)
- Alcance: 925 km (575 mi, 499 nmi)
- Teto de Serviço: 11,000 m (36,000 ft)

### Armamento
- 2x metralhadoras de 7.5mm ou 7.62mm, com 200 disparos cada;
- Previsão para 100 kg (220 lb) de armas em dois hardpoints sobre as asas.

## Ver Também
- Fouga CM.170 Magister

## Ligações Externas
- História do Fouga Zéphyr (em inglês)